# Università degli Studi Magna Græcia di Catanzaro
L'Università degli Studi "Magna Græcia" di Catanzaro (UniCz) è una università statale italiana fondata nel 1998. È una delle tre università pubbliche calabresi, la seconda per numero di iscritti.

## Storia

### I consorzi e la Libera università (1967-1981)

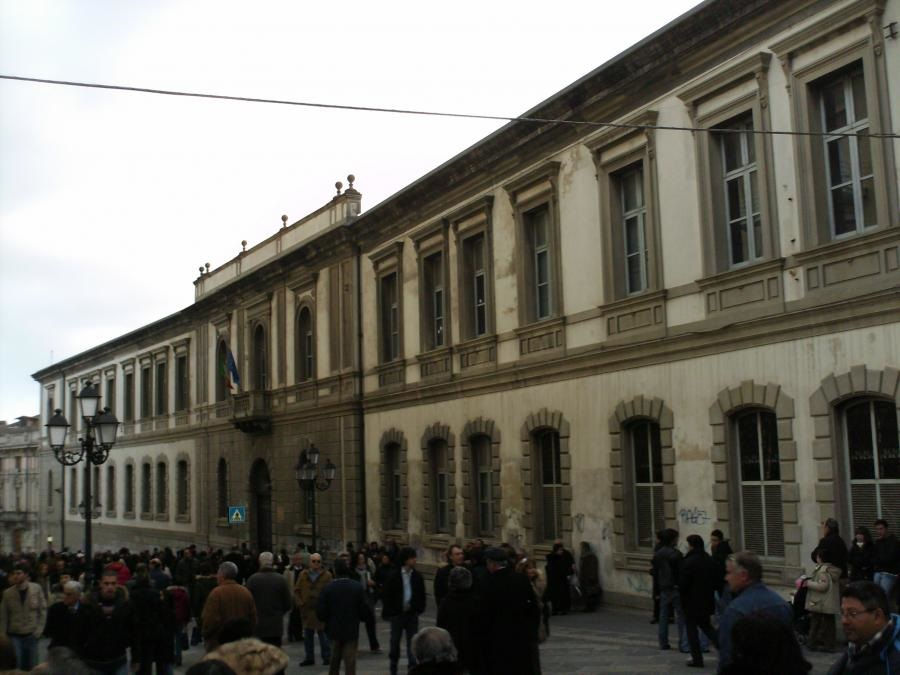
Il Convitto Nazionale "P. Galluppi", edificio del XVI secolo, prima storica sede degli Studi Universitari Catanzaresi.

Il 6 dicembre del 1967 fu istituito il Consorzio per l'Università di Reggio Calabria, che di li a poco avrebbe formato un sodalizio con l'omologo consorzio catanzarese per l'avvio di studi universitari nelle due città.

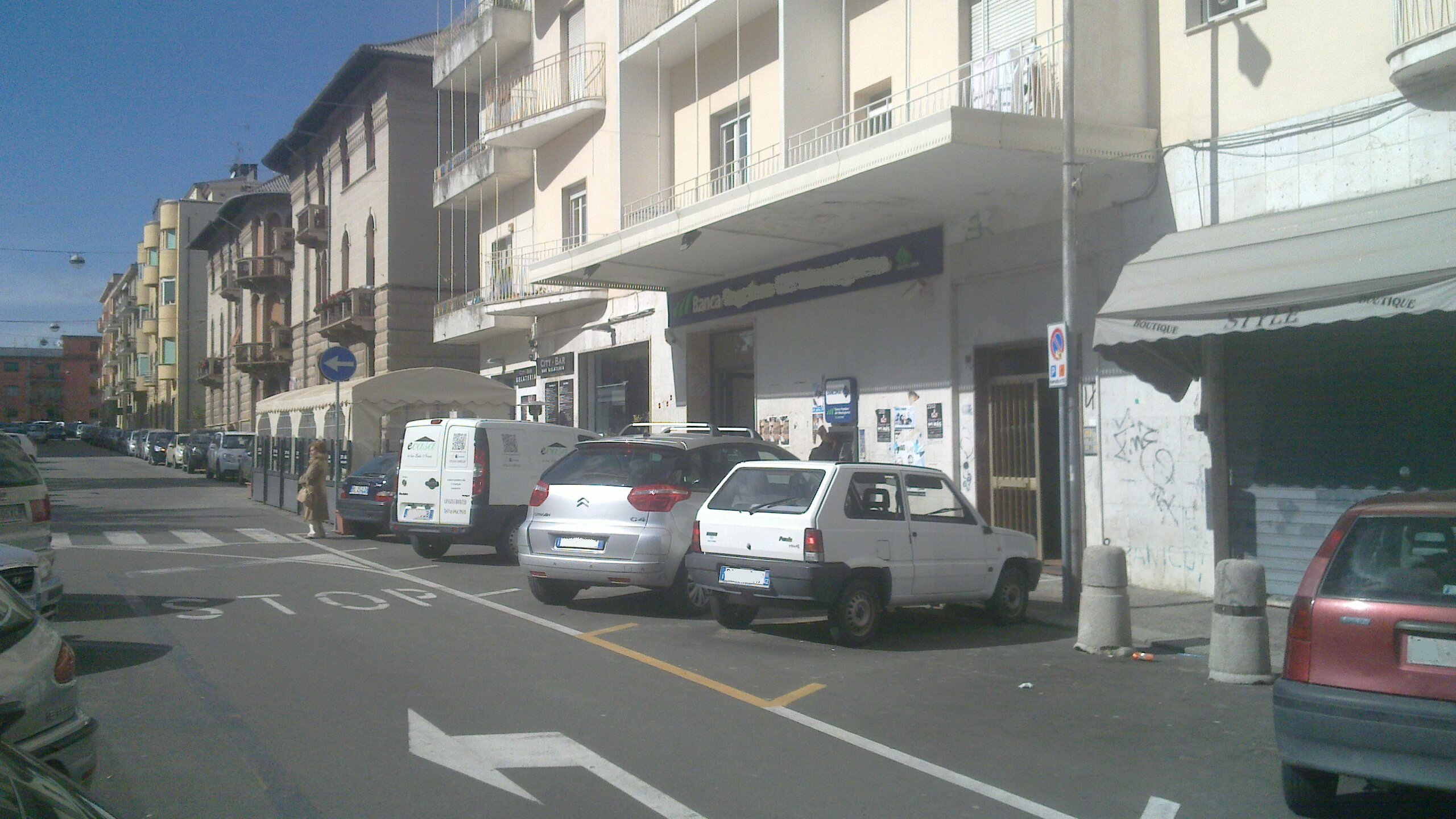
Ex Cinema Odeon, utilizzato come aula didattica dai Consorzi Universitari

Nel 1972 nacque la Libera Università di Catanzaro. Questo era un istituto promosso dall'omonimo consorzio, formato dalla camera di commercio, industria, artigianato e agricoltura, dall'associazione provinciale industriali, dall'unione provinciale commercianti, dalla Federazione provinciale coltivatori diretti, dal circolo culturale Unione e dal collegio notarile dei distretti riuniti di Catanzaro e di Crotone. La creazione di questo istituto universitario doveva essere funzionale all'istituzione giuridico da parte dello Stato di una sede universitaria autonoma. Gli iscritti al primo anno accademico 1972/73 furono circa cinquecento e per il secondo anno raddoppiarono. Erano presenti le facoltà di giurisprudenza, magistero e scienze politiche. L'intento autonomista della Libera università di Catanzaro non ebbe il successo sperato e così dovette cessare la sua attività nel 1976, con conseguente disagio per i circa mille studenti dell'epoca.

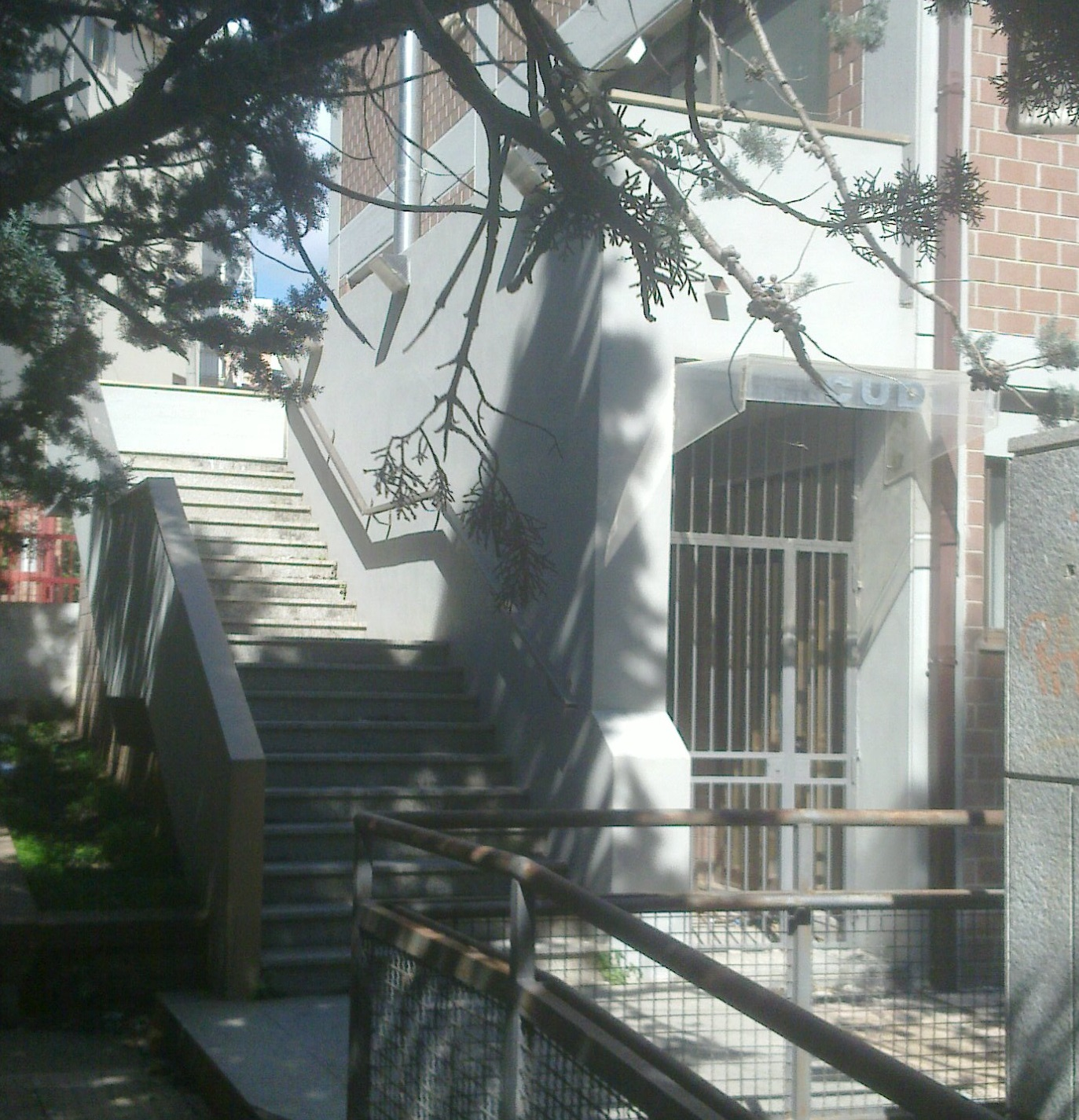
Ingresso Aula Consorzio presso Palazzo Bitonti. Trae il proprio nome dall'omonimo ente di promozione degli studi universitari.

Il 18 gennaio del 1979, con decreto prefettizio, viene istituito il Consorzio per la promozione della cultura e degli studi universitari di Catanzaro, finalizzato alla stabilizzazione di insediamenti universitari nel territorio. Come sede del consorzio fu scelto palazzo Bitonti in via San Brunone di Colonia. Promotore del progetto fu, unitamente al Prof. e Giornalista Libero Greco, e tanti altri,  il magistrato e presidente del Tribunale di Catanzaro Salvatore Blasco, cui è intitolata un'aula didattica presso l'edificio giuridico, economico e delle scienze sociali.
In quegli anni si avviarono i corsi di medicina (sede decentrata dell'allora II Facoltà di medicina e chirurgia dell'Università di Napoli) e giurisprudenza (sede decentrata dell'omonima facoltà messinese), i quali si tenevano nella sala del cinema Odeon presso i giardini di san Leonardo.

### Università degli studi di Reggio Calabria (1982-1997)
Nel 1982, nasce l'Università degli studi di Reggio Calabria, in base alla legge 590/1982 che contempla l'istituzione di due facoltà nel capoluogo regionale calabrese: medicina e chirurgia e giurisprudenza. La sede didattica di queste due facoltà rimase, fino al 2006, ubicata in via San Brunone di Colonia, in un'ala dell'Istituto teologico calabro "San Pio X". Questo presidio sanitario, fu sede delle prime cliniche universitarie e ospita le cattedre e le unità operative di pediatria, ginecologia e ostetricia e chirurgia toracica.
La facoltà di giurisprudenza di Catanzaro, afferente all'ateneo di Reggio Calabria, di lì a poco, attivò un polo didattico a Reggio Calabria (distaccatosi nel 2001 per divenire la quarta facoltà reggina) ed un secondo polo a Cosenza (soppresso nei primi anni duemila).
L'impegno del Governo a sancire l'autonomia amministrativa, scientifica e didattica dell'Ateneo si concretizzò con l'istituzione, nel 1990, della terza facoltà; necessaria per ottenere l'autonomia. Pertanto, fu fondata la facoltà di farmacia, trasferitasi nel 1992 presso il complesso Ninì Barbieri a Roccelletta di Borgia.

### L'autonomia: Università degli studi "Magna Græcia"

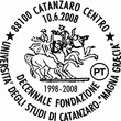
Annullo filatelico speciale usato il 10/6/2008 dall'ufficio postale di Catanzaro Centro per celebrare il Decennale fondazione Università "Magna Græcia"

Il 1º gennaio 1998, in base al DM 1523 del 29 dicembre 1997, è istituita e resa autonoma l'Università degli Studi "Magna Græcia" di Catanzaro.

## Struttura
L'ateneo è organizzato in quattro dipartimenti:
- Giurisprudenza, economia e sociologia
- Medicina sperimentale e clinica
- Scienze mediche e chirurgiche
- Scienze della salute

### Campus
Il campus, intitolato a Salvatore Venuta, è situato a Catanzaro e operativo dal 2004. La struttura del campus rispecchia la suddivisione per aree del sapere. È diviso, infatti, fra due edifici distinti: l'uno, a cinque piani su un blocco sostenuto ad arco angolato, ospita l'area economico-giuridica, è dotato di sale per la musica e di un vasto terrazzo; l'altro, tuttora in fase di costruzione, ospita l'area medica e delle bio-scienze e il policlinico universitario "Mater Domini".

### Policlinico universitario

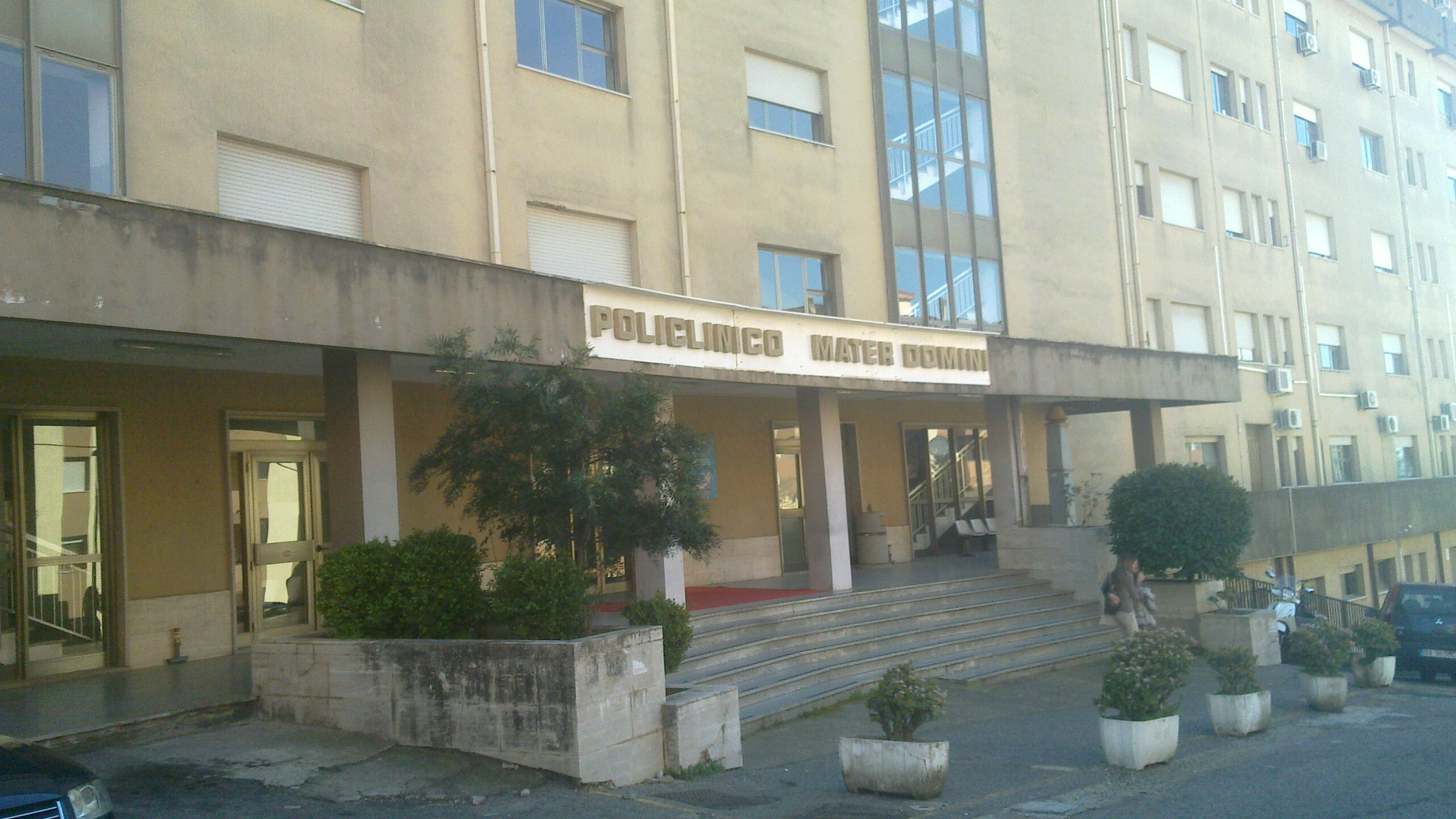
Ingresso del Policlinico di viale Campanella, storica sede della Facoltà di Medicina

Sebbene gli studi medici, in epoca moderna, fossero presenti in città dall'inizio degli anni settanta, bisognò attendere la seconda metà degli anni ottanta per l'istituzione di un ospedale universitario in cui esercitare attività di didattica e ricerca.

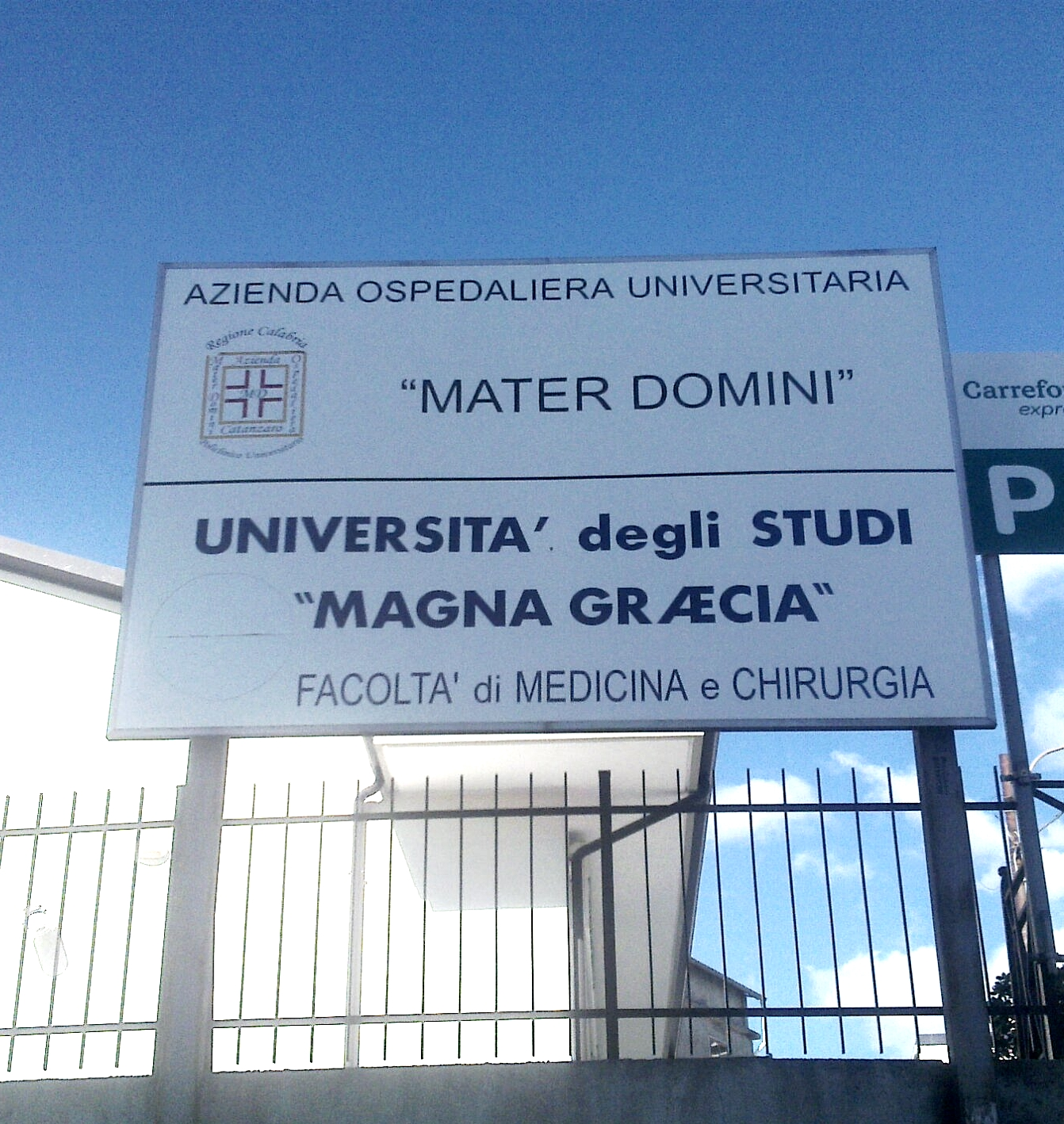

Il luogo adatto allo scopo fu il complesso di “Villa Bianca”, una clinica privata convenzionata con l'ex USSL 18 di Catanzaro. L'università, negli anni, acquisì la proprietà degli edifici ed ospitò all'interno di essi quasi tutte le cliniche.
Esterni al complesso di Villa Bianca rimasero:
- I reparti di area materno infantile, ubicati presso l'ospedale civile Arnaldo Pugliese in quanto sede del pronto soccorso;
- I reparti clinici con annessa degenza di: urologia, audiologia e foniatria e parte della chirurgia generale, ospitati presso la casa di cura privata “Villa del Sole” situata nei pressi dell'ospedale Ciaccio.
- La radioterapia era invece ubicata presso l'ospedale Ciaccio.
- L'unità operativa di epidemiologia e igiene ospedaliera era ubicata in via Misasi.
- I dipartimenti e diverse cattedre possedevano uffici e parte dei laboratori in diversi palazzi della città in particolare del quartiere mater domini.

All'inizio degli anni novanta, con la riforma ed aziendalizzazione del sistema sanitario nazionale, nacque l'azienda ospedaliero universitaria “Mater Domini”, in onore della Madonna e del quartiere della città a lei intitolato.
L'8 marzo 2006, all'interno del campus universitario, è stato inaugurato anche il nuovo policlinico "Mater Domini": 58.000 m² di superficie, con aree di degenza, laboratori, ambulatori e servizi per i pazienti e con un complesso operatorio. Nel policlinico esiste anche una recovery room dedicata alla terapia intensiva post-operatoria che fa parte della Fondazione "Tommaso Campanella", come tutti i reparti del plesso che si occupano di assistenza, didattica e ricerca oncologica.
Dall'anno 2008 a seguito di un accordo tra il CNR, l'Università “Magna Graecia” e l'AOU “Mater Domini” è stata siglata la convenzione per la costituzione dell'unità di ricerca neuroimmagini (unità di ricerca presso terzi) in seno al campus universitario di Catanzaro.

## Rettori
- Salvatore Venuta (1998-2007)
- Francesco Saverio Costanzo (2007-2011)
- Aldo Quattrone (2011-2017)
- Giovambattista De Sarro[6] (2017-2023)
- Giovanni Cuda (dal 2023)